# Коммерс (Оклахома)
Коммерс (англ. Commerce) — місто (англ. city) в США, в окрузі Оттава штату Оклахома. Населення — 2271 особа (2020).

## Географія
Коммерс розташований за координатами 36°55′54″ пн. ш. 94°52′14″ зх. д. / 36.93167° пн. ш. 94.87056° зх. д. (36.931659, -94.870526).  За даними Бюро перепису населення США в 2010 році місто мало площу 2,16 км², уся площа — суходіл.

## Демографія
Згідно з переписом 2010 року, у місті мешкали 2473 особи в 896 домогосподарствах у складі 621 родини. Густота населення становила 1144 особи/км².  Було 1035 помешкань (479/км²).
Расовий склад населення:
| - 64,1 % — білих - 14,8 % — корінних американців - 0,6 % — азіатів - 0,3 % — чорних або афроамериканців - 0,2 % — вихідців з тихоокеанських островів - 15,0 % — осіб інших рас |

До двох чи більше рас належало 4,9 %. Частка іспаномовних становила 21,5 % від усіх жителів.
За віковим діапазоном населення розподілялося таким чином: 27,7 % — особи молодші 18 років, 54,8 % — особи у віці 18—64 років, 17,5 % — особи у віці 65 років та старші. Медіана віку мешканця становила 37,3 року. На 100 осіб жіночої статі у місті припадало 93,2 чоловіків;  на 100 жінок у віці від 18 років та старших — 86,6 чоловіків також старших 18 років.
Середній дохід на одне домашнє господарство  становив 33 286 доларів США (медіана — 26 594), а середній дохід на одну сім'ю — 39 197 доларів (медіана — 31 944). Медіана доходів становила 26 818 доларів для чоловіків та 21 279 доларів для жінок. За межею бідності перебувало 34,8 % осіб, у тому числі 53,8 % дітей у віці до 18 років та 16,8 % осіб у віці 65 років та старших.
Цивільне працевлаштоване населення становило 859 осіб. Основні галузі зайнятості: освіта, охорона здоров'я та соціальна допомога — 25,5 %, виробництво — 19,3 %, мистецтво, розваги та відпочинок — 15,5 %.